# Шишовка (Вологодская область)
Шишовка — деревня в Череповецком районе Вологодской области.
Входит в состав Югского сельского поселения (с 1 января 2006 года по 8 апреля 2009 года входила в Мусорское сельское поселение), с точки зрения административно-территориального деления — центр Телепшинского сельсовета.
Расстояние до районного центра Череповца по автодороге — 87 км, до центра муниципального образования Нового Домозерова по прямой — 47 км. Ближайшие населённые пункты — Чикеево, Сельцо, Катаево, Соколово.
По переписи 2002 года население — 121 человек (53 мужчины, 68 женщин). Всё население — русские.